# Tūyqūn
Tūyqūn (persiska: تویقون) är en ort i Iran.   Den ligger i provinsen Östazarbaijan, i den nordvästra delen av landet, 500 km nordväst om huvudstaden Teheran. Tūyqūn ligger 1 542 meter över havet och antalet invånare är 313.
Terrängen runt Tūyqūn är platt åt nordväst, men åt sydost är den kuperad. Runt Tūyqūn är det ganska glesbefolkat, med 38 invånare per kvadratkilometer. Närmaste större samhälle är Tabriz, 18,7 km väster om Tūyqūn. Trakten runt Tūyqūn består i huvudsak av gräsmarker.